# Mireille Astore

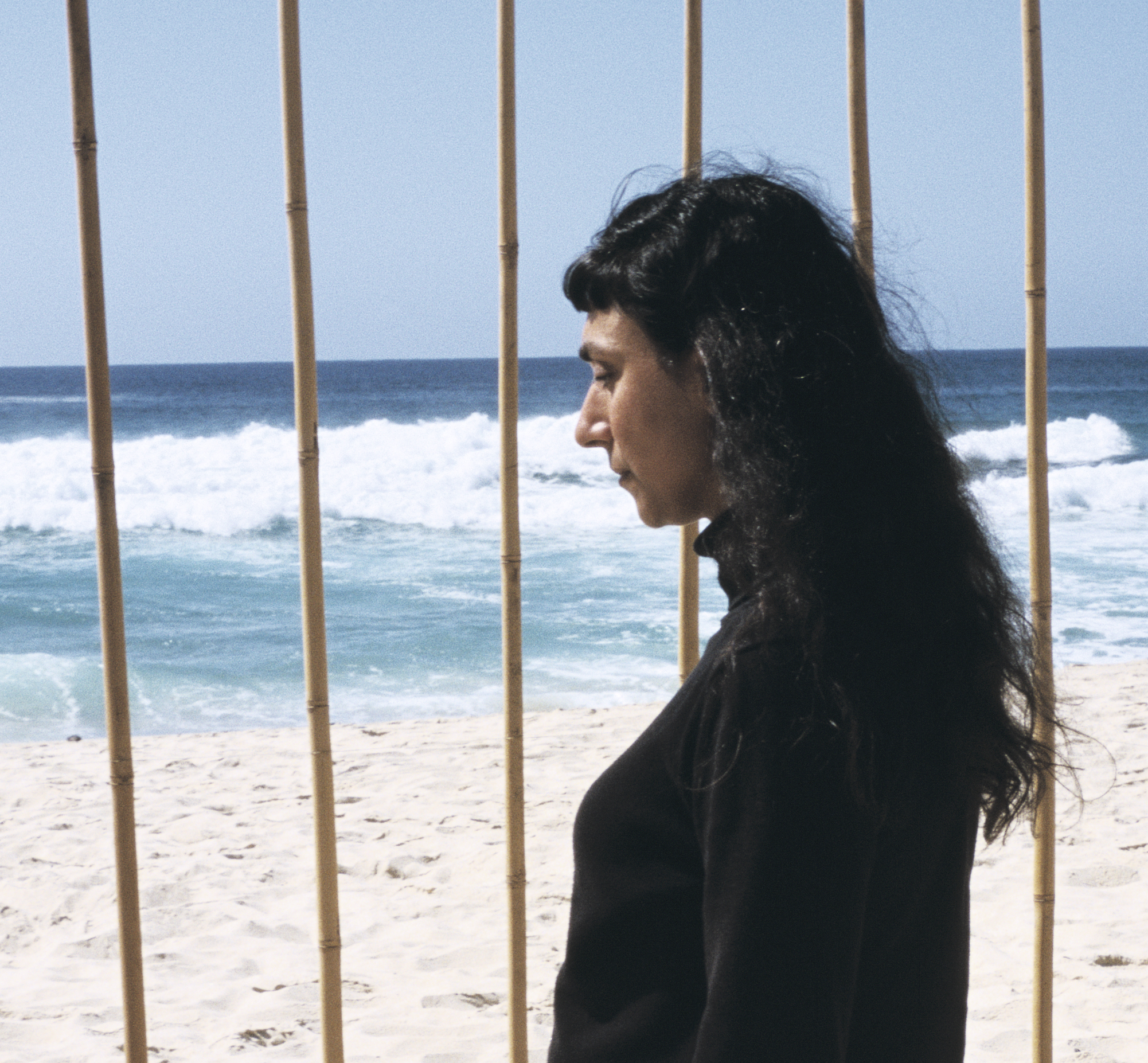
Mireille Astore

Mireille Astore (arabisch ميراي استور; * 1961 in Beirut) ist eine libanesisch-australische Künstlerin und Autorin.
Beeinflusst durch die Kontinentalphilosophie stützt sich ihre Kunst auf autobiografische Vorstellungen von „Repräsentation“ und „Dem Unheimlichen“; wo sich das Bewusste mit dem Unbewussten überschneidet. Durch ihre Kunst und ihr Schreiben „erforscht sie menschliche Emotionen“ und „fragt, was es bedeutet, menschlich zu sein“.

## Jugend und Ausbildung
Astore verließ Beirut 1975 während des Libanesischen Bürgerkriegs und zog nach Melbourne. Am Sydney College of the Arts, der Fakultät für Bildende Kunst der University of Sydney, erhielt sie 2001 einen Master of Visual Arts (Research). Sie studierte an der University of Melbourne und schloss mit einem Bachelor of Science ab, bevor sie Vollzeitkünstlerin und -autorin wurde. Astore erarbeitete sich von 2003 bis 2007 einen Doktortitel in Zeitgenössischer Kunst an der University of Western Sydney. Von 2009 bis 2013 war sie Research Affiliate am Sydney College of the Arts und von 2011 bis 2012 Research Fellow an der American University of Beirut.

## Ausstellungen
Mireille Astores Kunst wurde ausgestellt und gezeigt beim 2004er Sydney Film Festival; im Freud Museum (London); in der Millais Gallery in Southampton; im Espace SD in Beirut; in der Tate Gallery of Modern Art in London; im Centre Georges Pompidou in Paris; 2008 in Schardscha bei der 8. Sharjah Biennial; und bei der 3. Guangzhou Trienniale. Ihre Photomedia-Kunst wurde in der Conny Dietzschold Multiple Box Gallery in Sydney ausgestellt. 2003 gewann sie den australischen National Photographic Purchase Award der Albury Regional Art Gallery.
Mireille Astores Kunstwerk „Tampa“ bezieht sich auf das norwegische Schiff „Tampa“. Es wurde im August 2001 bekannt, als es 433 schiffbrüchige Afghanen von einem überladenen Fischerboot aufnahm, woraufhin ein diplomatischer Disput zwischen den Regierungen Australiens, Norwegens und Indonesiens über den Verbleib der Flüchtlinge entbrannte. Zu Astores Kunstwerk wurde gesagt:

“Just as Benjamin noted the contextual aesthetic consequences of the circulation of photographic images through newspapers and magazines, Astore’s combination of photography with sculpture and performance, circulated via her website, rewrites both photography and the spatial and interpretive dynamics of this installation work.”

„Wie schon Benjamin auf die kontextuellen ästhetischen Konsequenzen des Umlaufs fotografischer Bilder in Zeitungen und Zeitschriften hinwies, so schreibt der Umlauf von Astores Kombination von Fotografie mit Skulpturen und Performances durch ihre Website sowohl Fotografie als auch räumliche und interpretative Dynamiken dieser Installation neu.“

Astores Kurzfilm „Tampa: a Walk on the Beach“ basiert auf „Tampa“. Er wurde in Sydney und London aufgenommen.

## Kurzfilme
Nach „Tampa: a Walk on the Beach“ war es Astores Kurzfilm „Not from here“ „der die Legitimität von Originalfotografien hinterfragte“ (). Er wurde in Galerien und auf Filmfestivals in über 20 Ländern gezeigt. Zu den internationalen Vorführungen gehören das né à Beyrouth Filmfestival in Beirut, das Toronto Arab Filmfestival, das CinemaEast Filmfestival in New York und die Galerie Konstföreningen Aura in Schweden. Ein anderer Kurzfilm „3494 Houses + 1 Fence“, der Bilder von Häusern in Australien mit Szenen von einem im Krieg zerstören Zaun in Libanon nebeneinanderstellte, „schuf ein prägnantes Bild ihrer bewussten Wahrnehmung der Kontraste zwischen ihren Erinnerungen und ihrem derzeitigen Leben“ (). Er wurde für das Women's Cinema from Tangiers to Tehran Film Festival ausgewählt.

## Performances
Mireille Astore unterrichtet Performancekunst. Das tat sie beispielsweise 2008 in Beirut auf der Home Works IV, 2005 in Sydney auf der Poetics of Australian Space-Konferenz der University of Sydney und der Art Gallery of New South Wales, 2010 in Sydney auf der 5th International Conference on the Arts in Society der University of Sydney, und 2010 in Sydney während der Ausstellung Silent Spaces in der Macquarie University Art Gallery.

## Publikationen
Mireille Astores Kunstwerke, Dichtung und Fictocriticism-Texte wurden veröffentlicht in New Vision: Arab Contemporary Art in the 21st Century (Thames and Hudson); Art in the Age of Terrorism (Paul Holberton Publishing & University of Washington Press) und Arab Women’s Lives Retold: Exploring Identity Through Writing (Syracuse University Press). 2008 war Mireille Astore Gastmitherausgeberin des Artlink Magazine Vol 28 no. 1.